# 欧盟排放交易体系
歐盟排放交易體系（英語：European Union Emission Trading Scheme，EU ETS），是世界上第一個多國參與的排放权交易體系。歐盟為了實現《京都議定書》確立的二氧化碳減少排放的目標，而於2005年建立的氣候政策體系，它將《京都議定書》下的減排目標分配給各成員國，參與EU ETS之各國，必須符合歐盟溫室氣體排放交易指令的規定，並以履行京都減量承諾，以及減量分擔協議作為目標，執行各國所轄排放源溫室氣體排放量核配之規劃工作。再由各成員國根據國家分配計畫分配給各企業，以實現2008年至2012年溫室氣體排放量較1990年減少8%的目標。各企業通過技術升級、改造等手段，達到了減少二氧化碳排放的要求，可以將用不完的排放權賣給其他未完成減少排放目標的企業。整體EU ETS所覆蓋範圍包括12000多座電站、工廠及其他工業設施，幾乎占歐盟二氧化碳排放總量的一半。是全球最大的碳排放總量控制與交易體系。

## 背景
聯合國政府間氣候變化專門委員會通過談判，於1992年5月9日通過《聯合國氣候變化框架公約》。1997年12月於日本京都通過了《公約》的第一個附加協議，即《京都議定書》。《議定書》把市場機制作為解決二氧化碳為代表的溫室氣體減排問題的新路徑，即把二氧化碳排放權作為一種商品，從而形成了二氧化碳排放權的交易，簡稱碳交易。碳交易是為促進全球溫室氣體減排，減少全球二氧化碳排放所採用的市場機制。而負責碳交易的強制性減排市場就是碳排放交易系統。

## 历史
EU ETS从草案提出到实施历时4年。
- 根据《京都议定书》中8%的减排承诺目标，欧盟部分成员国在1998年6月签署了一个费用分摊协议，同月，欧盟委员会发布题为《气候变化：后京都议定书的欧盟策略》（Climate Change: Towards an EU Post-Kyoto Strategy）的报告，提出应该在2005年前建立欧盟内部的交易体系。
- 2001年，EUETS意见稿提交并正式讨论；
- 2002年10月，欧盟议会通过了该意见稿；
- 2003年7月经修改的意见稿在欧盟议会和部长理事会上通过；
- 2003年10月13日，2003/87/EC排放交易法令正式生效，规定EUETS从2005年1月起开始交易。

## 機制
該體系採用“總量管制和交易”（cap-and-trade rules）規則。所謂“總量管制和交易”，是指在限制溫室氣體排放總量的基礎上，通過買賣行政許可的方式來進行排放。在歐盟碳排放交易體系下，歐盟會員國政府須同意由ETS同意的國家排放總量上限。
這表示，在整體系統內，所有的工廠、發電廠和其他設施的總溫室氣體排放量將會被限制在一定額度內。在此上限內，各公司將有其分配到的排放量，他們可以出售或購買額外的需要額度，以確保整體排放量在特定的額度內。每家公司必須在每年年底交出在排放許可量（allowances）限制內的排放量，否則將會受到罰款。如果一家公司降低其排放量，它可以保留排放許可量以提供未來的需求，或者出售給別的公司。
所謂排放許可量，是指於指定期間內得排放二氧化碳之当量数（tonne of carbon dioxide equivalent），該當量數可依據規定而轉讓。

## 時間安排
歐盟排放交易計劃共分為兩期進行。

### 第一階段（2005-2007年）

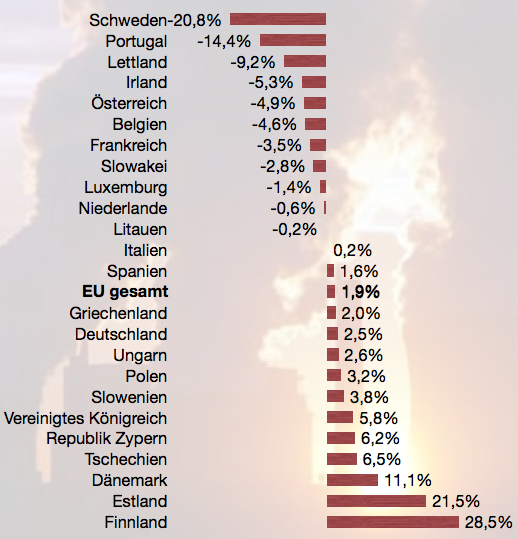

歐盟將其定位為「從實踐中學習」（learning-by-doing）階段，不僅成員國與被規範企業可藉此機會實際操練，歐盟亦可從中發覺制度上之缺失並加以改正，逐步達成歐盟對京都議定書之承諾。此階段主要目的並不在於實現溫室氣體的大幅減排，而是獲得運行總量交易的經驗，為後續階段正式履行《京都議定書》奠定基礎。在選擇所交易的溫室氣體上，第一階段僅涉及對氣候變化影響最大的二氧化碳的排放權的交易，而不是全部包括《京都議定書》提出的六種溫室氣體。在選擇所覆蓋的產業方面，歐盟要求第一階段只包括能源產業、內燃機功率在20 MW以上的企業、石油冶煉業、鋼鐵行業、水泥行業、玻璃行業、陶瓷以及造紙業等，並設置了被納入體系的企業的門檻；這樣，歐盟排放交易體系大約覆蓋1150O 家企業，其二氧化碳排量占歐盟的50%。而其他溫室氣體和產業將在第二階段後逐漸加入。
| 國家       | 已確認碳排放  | 已確認碳排放  | 已確認碳排放  | 變化      |
| 國家       | 2005          | 2006          | 2007          | 2005–2007 |
| ---------- | ------------- | ------------- | ------------- | --------- |
| 奥地利     | 33,372,826    | 32,382,804    | 31,751,165    | −4.9%     |
| 比利时     | 55,363,223    | 54,775,314    | 52,795,318    | −4.6%     |
| 賽普勒斯   | 5,078,877     | 5,259,273     | 5,396,164     | 6.2%      |
| 捷克       | 82,454,618    | 83,624,953    | 87,834,758    | 6.5%      |
| 德国       | 474,990,760   | 478,016,581   | 487,004,055   | 2.5%      |
| 丹麦       | 26,475,718    | 34,199,588    | 29,407,355    | 11.1%     |
| 爱沙尼亚   | 12,621,817    | 12,109,278    | 15,329,931    | 21.5%     |
| 西班牙     | 183,626,981   | 179,711,225   | 186,495,894   | 1.6%      |
| 芬兰       | 33,099,625    | 44,621,411    | 42,541,327    | 28.5%     |
| 法國       | 131,263,787   | 126,979,048   | 126,634,806   | −3.5%     |
| 希腊       | 71,267,736    | 69,965,145    | 72,717,006    | 2.0%      |
| 匈牙利     | 26,161,627    | 25,845,891    | 26,835,478    | 2.6%      |
| 爱尔兰     | 22,441,000    | 21,705,328    | 21,246,117    | −5.3%     |
| 義大利     | 225,989,357   | 227,439,408   | 226,368,773   | 0.2%      |
| 立陶宛     | 6,603,869     | 6,516,911     | 5,998,744     | −9.2%     |
| 盧森堡     | 2,603,349     | 2,712,972     | 2,567,231     | −1.4%     |
| 拉脫維亞   | 2,854,481     | 2,940,680     | 2,849,203     | −0.2%     |
| 荷蘭       | 80,351,288    | 76,701,184    | 79,874,658    | −0.6%     |
| 波蘭       | 203,149,562   | 209,616,285   | 209,601,993   | 3.2%      |
| 葡萄牙     | 36,425,915    | 33,083,871    | 31,183,076    | −14.4%    |
| 瑞典       | 19,381,623    | 19,884,147    | 15,348,209    | −20.8%    |
| 斯洛維尼亞 | 8,720,548     | 8,842,181     | 9,048,633     | 3.8%      |
| 斯洛伐克   | 25,231,767    | 25,543,239    | 24,516,830    | −2.8%     |
| 英国       | 242,513,099   | 251,159,840   | 256,581,160   | 5.8%      |
| Total      | 2,012,043,453 | 2,033,636,557 | 2,049,927,884 | 1.9%      |

- Figures are in tonnes of CO
2
- Source: European Commission Press Release 23 May 2008

### 第二階段（2008-2012年）
設定為2008年1月1日至2012年12月31日，為期五年，與《京都議定書》的第一個承諾期同步。歐盟藉助所設計的排放交易體系，正式履行對《京都議定書》的承諾。
各成員國在獲得歐盟委員會批准的條件下，可以單方面將排放交易機制擴大到其他溫室氣體種類和涉及的其他部門。
第二階段後，以五年為一期作為執行階段。初步構思的第三階段（2013-2018），排放總量每年以1.74%的速度下降，以確保2020年溫室氣體排放要比1990年至少低20%。

### 第三階段（2013-2020年）
第三階段與第一、二相比進行了大幅的政策改變，主要包含五項：
- 一個統一且包含多個國家的限制取代先前各國不同的限制
- 在分配上設立一個排放量預設值，而不是自由分配
- 在分配規定與免費的排放量限制間取得平衡
- 包含更多的產業及氣體
- 撥出3億歐元的經費資助創新的計畫"NER"，此計畫旨在研發可再生能源和碳的捕獲與儲存技術

## 基本內容

### 管制對象
受管制的產業活動包括能源業、鋼鐵製造與加工處理業、礦產工業（包含水泥、玻璃、陶瓷等產業）與其他產業（包含紙漿業與造紙業）等

### 交易標的
目前EU ETS之交易單位為歐盟排放權配額（EU allowance Units, EUAs），1單位的EUA等於1公噸的CO2當量（tone CO2 equivalent, tCO2e）。EUAs 可使用於第一階段（2005-2007）及第二階段（2008-2012）之減量承諾，或於歐盟會員國間進行移轉。第一階段的商品以二氧化碳為主，第二階段則可擴及京都議定書的六種溫室氣體，而其市場的規模則可以在國內或遍及歐盟。

### 交易平台
EUAs是以電子形式存在於排放量交易登錄軟體中的商品，而非實際的物質化商品。由於能源期貨交易所或證券交易所已具有交易平台所需的相關經驗，因此目前多由此類業者掌握EU ETS排放交易平台的建立及維護工作。目前共有包含歐洲氣候交易所（European Climate Exchange，ECX）、歐洲能源交易所（European Energy Exchange，EEX）等多個交易平台可進行EUAs交易。其中交易量最大的是ECX，約占EU ETS之85%。
此外，歐盟執委會預計將在2008年年底前，完成「共同體獨立交易日誌（Community Independent Transaction Log, CITL）」的設置，並與聯合國之國際交易日誌（International Transaction Log，ITL）連結，以監測、查核各會員國登錄之排放量及交易資料，是否符合EU ETS制訂之規則，並確認歐盟整體的排放減量是否能達成京都議定書減量目標。

### 獎懲機制
方案規定了歐盟境內一萬二千家企業和工廠在2005年到2007年之間的二氧化碳排放量（European Union Allowance，EUA），每一年年底，列管的企業或工廠必須報出自己的排放量和配額的差額，超過額度的排放量，企業每一公噸會被處以四十歐元的罰款（約合新台幣一千六百四十元），到第二期規範時，更要漲到每噸一百歐元，是目前市場上最貴的排放額度，且超出之排放量仍須於下一年補齊。

## 外部連結
- 碳排放交易機制建置之研究[永久]
- 歐盟排放交易體系介紹[永久]
- （英文）Emissions Trading System （页面存档备份，存于）